# خاندان ماکولا
خاندان ماکولا خانواده‌ای از اشراف ایرانی بودند که در حدود قرن پنجم هجری / یازدهم میلادی در حوالی بغداد فعالیت داشتند. تعدادی از اعضای این خاندان به وزارت شاهان و امرای آل بویه رسیدند. مذهب این خاندان شافعی بود و نیای عیسی ایشان از کارگزاران بنی امیه در اطراف اصفهان بود.

## افراد سرشناس
- ابو سعد عبدالواحد بن احمد بن جعفر بن ماکولا وزیر جلال‌الدولهٔ دیلمی بود و اشعاری نیز از او نقل شده‌است.
- ابو علی حسن پس از پسرعمویش ابوسعد از ۱۰۲۶ تا ۱۰۳۱ میلادی عنوان وزارت جلال‌الدوله دیلمی را داشت.
- ابوالقاسم هبةالله پس از مرگ برادرش ابو علی حسن به وزارت آل بویه رسید. چند بار عزل و دوباره نصب شد و در نهایت در زندان امیر موصل درگذشت.
- ابوعبدالله حسین بن علی بن جعفر بن ماکولا در دورهٔ وزارت پسرعمو و برادرش قاضی بصره بود و اشعاری هم از او مانده‌است.
- امیرسعد الملک ابونصر علی بن هبةالله بن علی بن جعفر بن ماکولا پسر ابوالقاسم هبةالله نسب‌شناس محدث، رجالی، ادیب و شاعر بود.